# Aleksandar VI.
Aleksandar VI. (Xàtiva, Valencia, 1. siječnja 1431. – Rim, 18. kolovoza 1503.), rimski papa (1492. – 1503.), rođen kao Rodrigo de Lanzol (poznatiji kao Rodrigo de Borgia), otac Cesarea Borgie i Lukrecije Borgije. Jedan je od članova utjecajne plemićke obitelji Borgia poznatoj po okrutnosti i spletkama.
Rodrigo je bio podrijetlom iz Španjolske, a očevo prezime je bilo Lanzol. Prezime Borgia (nejasno jest je li ipak Borja) je uzeo po svom ujku Alfonsu de Borgiji koji je bio prvi papa Španjolac (Kalist III. 1455. – 1458.)
Ambiciozan i častohlepan bogataš (vinogradar) shvatio je moć crkve i kupio oba crkvena naslova: kardinal i papa. Od papinstva napravio unosan posao za sebe i obitelj. Njegovo ime je zanavijek zapamćeno kao ime razvratnika i čovjeka koji se od ničega ne suspreže - prava suprotnost od onoga što bi njegov položaj trebao manifestirati. Prodaja oprosta koju je uveo papa Lav X. bila je njegov glavni izvor zarade.
Imao je devetero izvanbračne djece. Sin Cesare bio je sličnog mentalnog sklopa te nesmiljeni vojskovođa, a kćerka Lukrecija bila je njegova marioneta (navodno ju je i obljubio) i moneta za kupovinu utjecaja i položaja (triput ju je udavao).